# 神寶線

阪急電鐵路線圖（綠色的京都線和藍色、橙色的線統稱為神寶線。）

神寶線（日语：／*/?）這是在阪急電鐵中統稱為阪急神戶本線和阪急寶塚本線的簡稱。是指包括屬於神戶本線和寶塚本線的支線在內的一組路線，有時用於與阪急京都本線路線區別開來。

## 詳細路線
的詳細資料參見以下條目。
- 阪急神戶本線（大阪梅田站－神戶三宮站）32.3km
  - 阪急伊丹線（塚口站－伊丹站）3.1km
  - 阪急今津線（寶塚站－今津站）9.3km
  - 阪急甲陽線（夙川站－甲陽園站）2.2km
- 阪急寶塚本線（大阪梅田站－寶塚站）24.5km
  - 阪急箕面線（石橋阪大前站－箕面站）4.0km